# Erde, singe

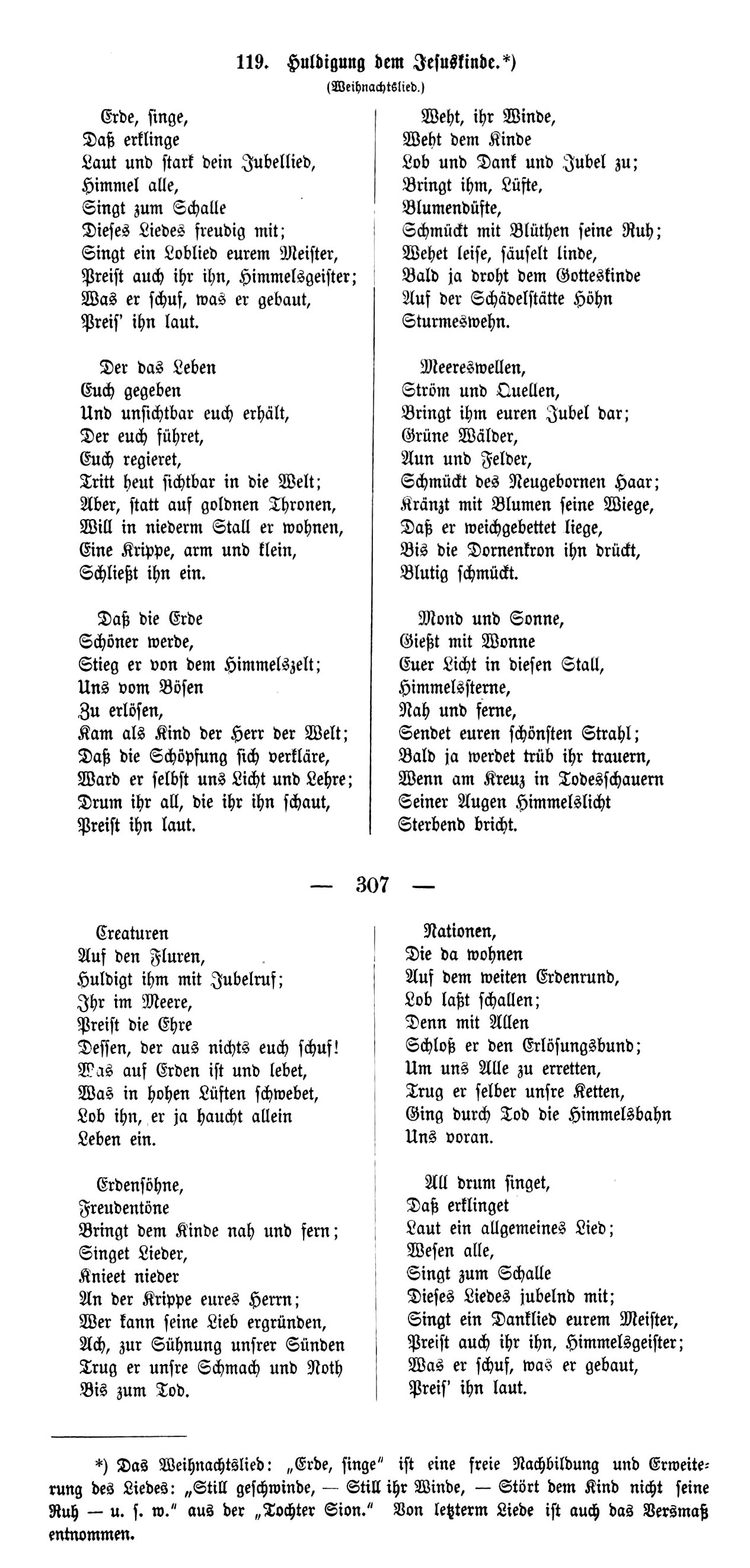
Erde, singe – Textfassung in Schriften und Reden von Johannes Cardinal von Geissel, Köln 1869

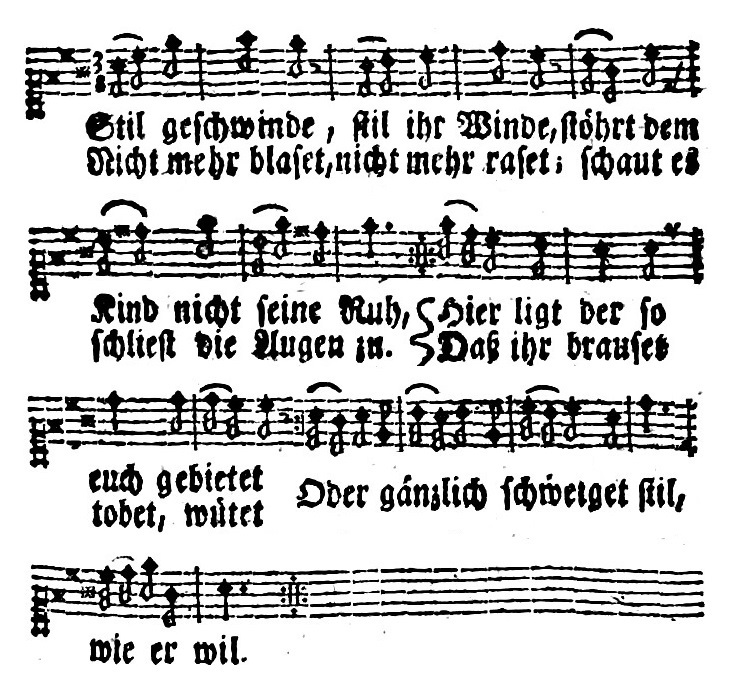
Still geschwinde mit der für Erde, singe übernommenen Melodie in der zweiten Auflage der Tochter Sion, Köln 1755

Erde, singe ist ein katholisches Kirchenlied. Die vier Strophen, die im Gotteslob (Nr. 411) enthalten sind, stammen aus einem zehnstrophigen Weihnachtslied, das Johannes Geissel 1837 verfasste. In der heute gebräuchlichen Version ist der Bezug zur Geburt Jesu nicht mehr explizit enthalten. Nur regional ist Erde, singe noch der Weihnachtszeit vorbehalten.

## Vorlage und Form
Das Lied wird in der Druckfassung von 1869 als „Nachbildung und Erweiterung des Liedes: »Still geschwinde, — Still ihr Winde, — Stört dem Kind nicht seine Ruh u. s. w.« aus der »Tochter Sion«“ bezeichnet. Mit Tochter Sion ist das Kirchen- und Hausgesangbuch gemeint, das Heinrich Lindenborn 1741 in Köln herausgab. Dem Lied Still geschwinde ist dort die Melodieⓘ beigegeben, nach der Erde, singe bis heute gesungen wird. Es trägt die Überschrift „Die Hirten singen dem schlafenden Heilande“, ist also ein Wiegenlied oder Pastorale und dementsprechend im Dreiertakt gehalten.
Die originelle, kurzzeilige Strophenform ist:
x–x– (A)

x–x– (A)

x–x–x–x (B)

x–x– (C)

x–x– (C)

x–x–x–x (B)

x–x–x–x– (D)

x–x–x–x– (D)

x–x–x–x (E)

x–x (E)

## Inhalt
Geissel verwendet für seinen zehnstrophigen Text nur Anklänge aus der achtstrophigen Vorlage. In dieser werden Winde, Schnee und Regen aufgefordert, sich zu legen und den Schlaf des neugeborenen Gottessohns nicht zu stören. Da in dem Kind der Schöpfer selbst Mensch geworden ist (Strophe 4), müssen die Elemente ihm dienen. Indem sie das tun und verstummen, preisen sie ihn zugleich (Str. 7 und 8).
Dieses Motiv des Lobpreises der ganzen Schöpfung macht Geissel von Anfang an zum Hauptthema. Statt zum Schweigen werden die Kreaturen zum Singen, Schallen und Jubeln aufgefordert über das Wunder der Menschwerdung Gottes. Zugleich aber enden fünf der zehn Strophen (4, 5, 6, 8 und 9) mit dem Vorausblick auf Golgota. Von diesen ist nur Strophe 9 Teil der vierstrophigen Gotteslobfassung (als 3. Strophe); zugleich ist diese Strophe die einzige der vier, die mit den Zeilen „Um uns alle zu erretten, trug er selber unsre Ketten“ das Weihnachtsgeheimnis andeutet, sofern mit den Ketten das Menschenleben unter den Bedingungen von Sünde und Tod gemeint ist. Die anderen drei Strophen (1, 7 und 10 des Originals) formulieren allgemein die Aufforderung an alles, was ist, den Schöpfer zu loben. Entsprechend ist das Lied im Gotteslob unter Lob, Dank und Anbetung eingeordnet und wird vielerorts besonders am Erntedankfest gesungen.

## Heute gebräuchlicher Text
| 1. Erde, singe, dass es klinge, laut und stark dein Jubellied! Himmel alle, singt zum Schalle dieses Liedes jauchzend mit! Singt ein Loblied eurem Meister! Preist ihn laut, ihr Himmelsgeister! Was er schuf, was er gebaut, preis ihn laut! | 3. Nationen, die da wohnen auf dem weiten Erdenrund, Lob lasst schallen, denn mit allen schloss er den Erlösungsbund. Um uns alle zu erretten, trug er selber unsre Ketten, ging durch Tod die Himmelsbahn uns voran.                           |
| 2. Kreaturen auf den Fluren, huldigt ihm mit Jubelruf! Ihr im Meere, preist die Ehre dessen, der aus nichts euch schuf! Was auf Erden ist und lebet, was in hohen Lüften schwebet, lob ihn! Er haucht ja allein Leben ein.                    | 4. Jauchzt und singet, dass es klinget, laut ein allgemeines Lied! Wesen alle, singt zum Schalle dieses Liedes jubelnd mit! Singt ein Danklied eurem Meister, preist ihn laut, ihr Himmelsgeister. Was er schuf, was er gebaut, preis ihn laut! |